# Conny Andersson
Conny Andersson (Alingsås, 28 de dezembro de 1939) é um ex-automobilista sueco que participou em corridas de Fórmula Um durante 1976 e 1977 para as esquipes: Surtees e BRM.
Antes de sua carreira de Fórmula Um, Andersson foi um motocross rider e competiu na Fórmula 3 corridas como privado há quase dez anos. Em 1975 ele competiu no Campeonato Europeu de Fórmula 3, onde ele venceu em Mônaco e as seguintes temporada ganhou mais quatro corridas.